# 2008-as labdarúgó-Európa-bajnokság (selejtező – B csoport)
A 2008-as labdarúgó-Európa-bajnokság selejtezőjének B csoportjának mérkőzéseit tartalmazó lapja. A csoportban Olaszország, Franciaország, Skócia, Ukrajna, Litvánia, Grúzia, és Feröer szerepelt. A csapatok körmérkőzéses, oda-visszavágós rendszerben játszottak egymással.
Olaszország és Franciaország kijutott az Európa-bajnokságra.

## Tabella
| Hely. | Csapat        | M  | Gy | D | V  | G+ | G– | Gk  | P  | Továbbjutás                           |     | Olaszország | Franciaország | Skócia | Ukrajna | Litvánia | Grúzia | Feröer |
| ----- | ------------- | -- | -- | - | -- | -- | -- | --- | -- | ------------------------------------- | --- | ----------- | ------------- | ------ | ------- | -------- | ------ | ------ |
| 1.    | Olaszország   | 12 | 9  | 2 | 1  | 22 | 9  | +13 | 29 | Kijutott a 2008-as Európa-bajnokságra |     | —           | 0–0           | 2–0    | 2–0     | 1–1      | 2–0    | 3–1    |
| 2.    | Franciaország | 12 | 8  | 2 | 2  | 25 | 5  | +20 | 26 | Kijutott a 2008-as Európa-bajnokságra |     | 3–1         | —             | 0–1    | 2–0     | 2–0      | 1–0    | 5–0    |
| 3.    | Skócia        | 12 | 8  | 0 | 4  | 21 | 12 | +9  | 24 |                                       |     | 1–2         | 1–0           | —      | 3–1     | 3–1      | 2–1    | 6–0    |
| 4.    | Ukrajna       | 12 | 5  | 2 | 5  | 18 | 16 | +2  | 17 |                                       | 1–2 | 2–2         | 2–0           | —      | 1–0     | 3–2      | 5–0    |        |
| 5.    | Litvánia      | 12 | 5  | 1 | 6  | 11 | 13 | −2  | 16 |                                       | 0–2 | 0–1         | 1–2           | 2–0    | —       | 1–0      | 2–1    |        |
| 6.    | Grúzia        | 12 | 3  | 1 | 8  | 16 | 19 | −3  | 10 |                                       | 1–3 | 0–3         | 2–0           | 1–1    | 0–2     | —        | 3–1    |        |
| 7.    | Feröer        | 12 | 0  | 0 | 12 | 4  | 43 | −39 | 0  |                                       | 1–2 | 0–6         | 0–2           | 0–2    | 0–1     | 0–6      | —      |        |

## Mérkőzések
| 2006. augusztus 16. 18:00 (UTC+1) |

| Feröer | 0–6               | Grúzia                                                                     |
| ------ | ----------------- | -------------------------------------------------------------------------- |
|        | (0–3) Jegyzőkönyv | Mudzsiri 16' Iashvili 18' Arveladze 37' 62' 82' Kobiashvili 51' (11-esből) |

| Svangaskard, Toftir Nézőszám: 2114 Játékvezető: Michael Thomas Ross (északír) |

| 2006. szeptember 2. 15:00 (UTC+1) |

| Skócia                                                                              | 6–0               | Feröer |
| ----------------------------------------------------------------------------------- | ----------------- | ------ |
| Fletcher 7' McFadden 10' Boyd 24' (11-esből) 38' Miller 30' (11-esből) O’Connor 85' | (5–0) Jegyzőkönyv |        |

| Celtic Park, Glasgow Nézőszám: 50 059 Játékvezető: Igor Jegorov (orosz) |

| 2006. szeptember 2. 20:00 (UTC+4) |

| Grúzia | 0–3               | Franciaország                            |
| ------ | ----------------- | ---------------------------------------- |
|        | (0–2) Jegyzőkönyv | Malouda 7' Saha 15' Asatiani 47' (öngól) |

| Borisz Paicsadze Stadion, Tbiliszi Nézőszám: 65 000 Játékvezető: Jan Wegereef (holland) |

| 2006. szeptember 2. 20:50 (UTC+2) |

| Olaszország | 1–1               | Litvánia         |
| ----------- | ----------------- | ---------------- |
| Inzaghi 30' | (1–1) Jegyzőkönyv | Danilevičius 21' |

| San Paolo Stadion, Nápoly Nézőszám: 60 000 Játékvezető: Martin Hansson (svéd) |

| 2006. szeptember 6. 19:00 (UTC+3) |

| Ukrajna                             | 3–2               | Grúzia                       |
| ----------------------------------- | ----------------- | ---------------------------- |
| Sevcsenko 31' Rotany 61' Ruszol 80' | (1–1) Jegyzőkönyv | Arveladze 38' Demetradze 60' |

| Olimpiai Stadion, Kijev Nézőszám: 40 000 Játékvezető: Jaroslav Jara (cseh) |

| 2006. szeptember 6. 19:30 (UTC+3) |

| Litvánia    | 1–2               | Skócia                |
| ----------- | ----------------- | --------------------- |
| Miceika 85' | (0–0) Jegyzőkönyv | Dailly 46' Miller 62' |

| S.Darius and S.Girėnas, Kaunas Nézőszám: 6500 Játékvezető: Vladimir Hrinak (szlovák) |

| 2006. szeptember 6. 21:00 (UTC+2) |

| Franciaország          | 3–1               | Olaszország   |
| ---------------------- | ----------------- | ------------- |
| Govou 2' 55' Henry 18' | (2–1) Jegyzőkönyv | Gilardino 20' |

| Stade de France, Saint-Denis Nézőszám: 78 800 Játékvezető: Herbert Fandel (német) |

| 2006. október 7. 15:00 (UTC+1) |

| Feröer | 0–1               | Litvánia   |
| ------ | ----------------- | ---------- |
|        | (0–0) Jegyzőkönyv | Skerla 89' |

| Tórsvøllur Stadion, Tórshavn Nézőszám: 1982 Játékvezető: Anthony Buttimer (ír) |

| 2006. október 7. 17:00 (UTC+1) |

| Skócia       | 1–0               | Franciaország |
| ------------ | ----------------- | ------------- |
| Caldwell 67' | (0–0) Jegyzőkönyv |               |

| Hampden Park, Glasgow Nézőszám: 52 500 Játékvezető: Massimo Busacca (svájci) |

| 2006. október 7. 20:50 (UTC+2) |

| Olaszország                  | 2–0               | Ukrajna |
| ---------------------------- | ----------------- | ------- |
| Oddo 71' (11-esből) Toni 79' | (0–0) Jegyzőkönyv |         |

| Stadio Olimpico, Róma Nézőszám: 49 149 Játékvezető: Kírosz Vasszárasz (görög) |

| 2006. október 11. 19:00 (UTC+3) |

| Ukrajna                             | 2–0               | Skócia |
| ----------------------------------- | ----------------- | ------ |
| Kucser 60' Sevcsenko 90' (11-esből) | (0–0) Jegyzőkönyv |        |

| Olimpiai Stadion, Kijev Nézőszám: 55 000 Játékvezető: Martin Hansson (svéd) |

| 2006. október 11. 20:00 (UTC+4) |

| Grúzia            | 1–3               | Olaszország                              |
| ----------------- | ----------------- | ---------------------------------------- |
| Shashiashvili 26' | (1–1) Jegyzőkönyv | De Rossi 18' Camoranesi 63' Perrotta 71' |

| Borisz Paicsadze Stadion, Tbiliszi Nézőszám: 50 000 Játékvezető: Michael Riley (angol) |

| 2006. október 11. 21:00 (UTC+2) |

| Franciaország                                  | 5–0               | Feröer |
| ---------------------------------------------- | ----------------- | ------ |
| Saha 1' Henry 22' Anelka 77' Trezeguet 78' 84' | (2–0) Jegyzőkönyv |        |

| Stade Auguste Bonal, Montbéliard Nézőszám: 19 314 Játékvezető: Sorin Corpodean (román) |

| 2007. március 24. 15:00 (UTC+0) |

| Skócia               | 2–1               | Grúzia        |
| -------------------- | ----------------- | ------------- |
| Boyd 11' Beattie 89' | (1–1) Jegyzőkönyv | Arveladze 41' |

| Hampden Park, Glasgow Nézőszám: 50 850 Játékvezető: Nicolai Vollquartz (dán) |

| 2007. március 24. 15:00 (UTC+0) |

| Feröer | 0–2               | Ukrajna                  |
| ------ | ----------------- | ------------------------ |
|        | (0–1) Jegyzőkönyv | Yezerskiy 20' Husyev 57' |

| Svangaskard, Toftir Nézőszám: 717 Játékvezető: Damir Skomina (szlovén) |

| 2007. március 24. 19:00 (UTC+2) |

| Litvánia | 0–1               | Franciaország |
| -------- | ----------------- | ------------- |
|          | (0–0) Jegyzőkönyv | Anelka 73'    |

| S.Darius and S.Girėnas, Kaunas Nézőszám: 8000 Játékvezető: Howard Webb (angol) |

| 2007. március 28. 18:00 (UTC+3) |

| Ukrajna     | 1–0               | Litvánia |
| ----------- | ----------------- | -------- |
| Huszjev 47' | (0–0) Jegyzőkönyv |          |

| Chornomorets Stadium, Odessa Nézőszám: 33 600 Játékvezető: Florian Meyer (német) |

| 2007. március 28. 18:00 (UTC+4) |

| Grúzia                                    | 3–1               | Feröer          |
| ----------------------------------------- | ----------------- | --------------- |
| Siradze 25' Iashvili 46' 90+5' (11-esből) | (1–0) Jegyzőkönyv | R. Jacobsen 57' |

| Borisz Paicsadze Stadion, Tbiliszi Nézőszám: 15 000 Játékvezető: Pavel Saliy (kazak) |

| 2007. március 28. 20:50 (UTC+2) |

| Olaszország  | 2–0               | Skócia |
| ------------ | ----------------- | ------ |
| Toni 12' 70' | (1–0) Jegyzőkönyv |        |

| San Nicola Stadion, Bari Nézőszám: 37 500 Játékvezető: Frank De Bleeckere (belga) |

| 2007. június 2. 21:00 (UTC+3) |

| Litvánia       | 1–0               | Grúzia |
| -------------- | ----------------- | ------ |
| Mikoliūnas 78' | (0–0) Jegyzőkönyv |        |

| S.Darius and S.Girėnas, Kaunas Nézőszám: 6000 Játékvezető: Claudio Circhetta (svájci) |

| 2007. június 2. 21:00 (UTC+2) |

| Franciaország         | 2–0               | Ukrajna |
| --------------------- | ----------------- | ------- |
| Ribéry 57' Anelka 71' | (0–0) Jegyzőkönyv |         |

| Stade de France, Saint-Denis Nézőszám: 80 051 Játékvezető: Luis Medina Cantalejo (spanyol) |

| 2007. június 2. 19:45 (UTC+1) |

| Feröer          | 1–2               | Olaszország     |
| --------------- | ----------------- | --------------- |
| R. Jacobsen 77' | (0–1) Jegyzőkönyv | Inzaghi 12' 48' |

| Tórsvøllur, Tórshavn Nézőszám: 5987 Játékvezető: Robert Malek (lengyel) |

| 2007. június 6. 17:15 (UTC+1) |

| Feröer | 0–2               | Skócia                   |
| ------ | ----------------- | ------------------------ |
|        | (0–2) Jegyzőkönyv | Maloney 31' O’Connor 35' |

| Svangaskard, Toftir Nézőszám: 4600 Játékvezető: Georgios Kasnaferis (görög) |

| 2007. június 6. 21:00 (UTC+2) |

| Franciaország | 1–0               | Grúzia |
| ------------- | ----------------- | ------ |
| Nasri 33'     | (1–0) Jegyzőkönyv |        |

| Stade de l'Abbé Deschamps, Auxerre Nézőszám: 21 000 Játékvezető: Lucílio Batista (portugál) |

| 2007. június 6. 21:45 (UTC+3) |

| Litvánia | 0–2               | Olaszország          |
| -------- | ----------------- | -------------------- |
|          | (0–2) Jegyzőkönyv | Quagliarella 31' 45' |

| S.Darius and S.Girėnas, Kaunas Nézőszám: 7000 Játékvezető: Pieter Vink (holland) |

| 2007. szeptember 8. 15:00 (UTC+1) |

| Skócia                            | 3–1               | Litvánia                    |
| --------------------------------- | ----------------- | --------------------------- |
| Boyd 31' McManus 77' McFadden 83' | (1–0) Jegyzőkönyv | Danilevičius 61' (11-esből) |

| Hampden Park, Glasgow Nézőszám: 51 349 Játékvezető: Damir Skomina (szlovén) |

| 2007. szeptember 8. 19:00 (UTC+4) |

| Grúzia      | 1–1               | Ukrajna    |
| ----------- | ----------------- | ---------- |
| Siradze 87' | (0–1) Jegyzőkönyv | Selajev 7' |

| Borisz Paicsadze Stadion, Tbiliszi Nézőszám: 25 000 Játékvezető: Alain Hamer (luxemburgi) |

| 2007. szeptember 8. 20:50 (UTC+2) |

| Olaszország | 0–0         | Franciaország |
| ----------- | ----------- | ------------- |
|             | Jegyzőkönyv |               |

| San Siro, Milánó Nézőszám: 80 000 Játékvezető: Ľuboš Micheľ (szlovák) |

| 2007. szeptember 12. 20:00 (UTC+3) |

| Litvánia                       | 2–1               | Feröer            |
| ------------------------------ | ----------------- | ----------------- |
| Jankauskas 8' Danilevičius 52' | (1–0) Jegyzőkönyv | R. Jacobsen 90+3' |

| S.Darius and S.Girėnas, Kaunas Nézőszám: 4000 Játékvezető: Tsvetan Georgiev (bolgár) |

| 2007. szeptember 12. 21:45 (UTC+3) |

| Ukrajna       | 1–2               | Olaszország       |
| ------------- | ----------------- | ----------------- |
| Sevcsenko 71' | (0–1) Jegyzőkönyv | Di Natale 41' 77' |

| Olimpiai Stadion, Kijev Nézőszám: 41 500 Játékvezető: Howard Webb (angol) |

| 2007. szeptember 12. 21:00 (UTC+2) |

| Franciaország | 0–1               | Skócia       |
| ------------- | ----------------- | ------------ |
|               | (0–0) Jegyzőkönyv | McFadden 64' |

| Parc des Princes, Párizs Nézőszám: 42 000 Játékvezető: Konrad Plautz (osztrák) |

| 2007. október 13. 15:00 (UTC+1) |

| Skócia                               | 3–1               | Ukrajna       |
| ------------------------------------ | ----------------- | ------------- |
| Miller 4' McCulloch 10' McFadden 68' | (2–1) Jegyzőkönyv | Sevcsenko 24' |

| Hampden Park, Glasgow Nézőszám: 50 589 Játékvezető: Pieter Vink (holland) |

| 2007. október 13. 16:00 (UTC+1) |

| Feröer | 0–6               | Franciaország                                                |
| ------ | ----------------- | ------------------------------------------------------------ |
|        | (0–2) Jegyzőkönyv | Anelka 6' Henry 8' Benzema 50' 81' Rothen 66' Ben Arfa 90+4' |

| Tórsvøllur, Tórshavn Nézőszám: 8076 Játékvezető: Gabriele Rossi (san marinó-i) |

| 2007. október 13. 20:50 (UTC+2) |

| Olaszország          | 2–0               | Grúzia |
| -------------------- | ----------------- | ------ |
| Pirlo 44' Grosso 84' | (1–0) Jegyzőkönyv |        |

| Luigi Ferraris Stadion, Genova Nézőszám: 23 057 Játékvezető: Carlos Megía Dávila (spanyol) |

| 2007. október 17. 19:00 (UTC+3) |

| Ukrajna                                          | 5–0               | Feröer |
| ------------------------------------------------ | ----------------- | ------ |
| Kalinicsenko 40' 49' Huszjev 43' 45' Vorobej 64' | (3–0) Jegyzőkönyv |        |

| Olimpiai Stadion, Kijev Nézőszám: 3000 Játékvezető: Haim Jakov (izraeli) |

| 2007. október 17. 21:00 (UTC+4) |

| Grúzia                     | 2–0               | Skócia |
| -------------------------- | ----------------- | ------ |
| Mchedlidze 16' Siradze 64' | (1–0) Jegyzőkönyv |        |

| Borisz Paicsadze Stadion, Tbiliszi Nézőszám: 36 500 Játékvezető: Knut Kircher (német) |

| 2007. október 17. 21:00 (UTC+2) |

| Franciaország | 2–0               | Litvánia |
| ------------- | ----------------- | -------- |
| Henry 80' 81' | (0–0) Jegyzőkönyv |          |

| Stade de la Beaujoire, Nantes Nézőszám: 36 350 Játékvezető: Kassai Viktor (magyar) |

| 2007. november 17. 17:00 (UTC+0) |

| Skócia       | 1–2               | Olaszország           |
| ------------ | ----------------- | --------------------- |
| Ferguson 65' | (0–1) Jegyzőkönyv | Toni 2' Panucci 90+1' |

| Hampden Park, Glasgow Nézőszám: 51 301 Játékvezető: Manuel Mejuto González (spanyol) |

| 2007. november 17. 20:00 (UTC+2) |

| Litvánia                     | 2–0               | Ukrajna |
| ---------------------------- | ----------------- | ------- |
| Savėnas 41' Danilevičius 67' | (1–0) Jegyzőkönyv |         |

| S.Darius and S.Girėnas, Kaunas Nézőszám: 3000 Játékvezető: David Malcolm (északír) |

| 2007. november 21. 19:30 (UTC+4) |

| Grúzia | 0–2               | Litvánia              |
| ------ | ----------------- | --------------------- |
|        | (0–0) Jegyzőkönyv | Kšanavičius 52' 90+6' |

| Borisz Paicsadze Stadion, Tbiliszi Nézőszám: 30 000 Játékvezető: Ljubomir Krstevski (macedón) |

| 2007. november 21. 20:30 (UTC+1) |

| Olaszország                                    | 3–1               | Feröer          |
| ---------------------------------------------- | ----------------- | --------------- |
| Benjaminsen 11' (öngól) Toni 36' Chiellini 41' | (3–0) Jegyzőkönyv | R. Jacobsen 83' |

| Stadio Alberto Braglia, Modena Nézőszám: 19 000 Játékvezető: Florian Meyer (német) |

| 2007. november 21. 21:30 (UTC+2) |

| Ukrajna                    | 2–2               | Franciaország       |
| -------------------------- | ----------------- | ------------------- |
| Voronyin 14' Sevcsenko 46' | (1–2) Jegyzőkönyv | Henry 20' Govou 34' |

| Olimpiai Stadion, Kijev Nézőszám: 30 000 Játékvezető: Tom Henning Øvrebø (norvég) |